# Västmakterna
| Västblocket | Östblocket |

| För | Mot | Avstår | Frånvarande vid omröstningen |

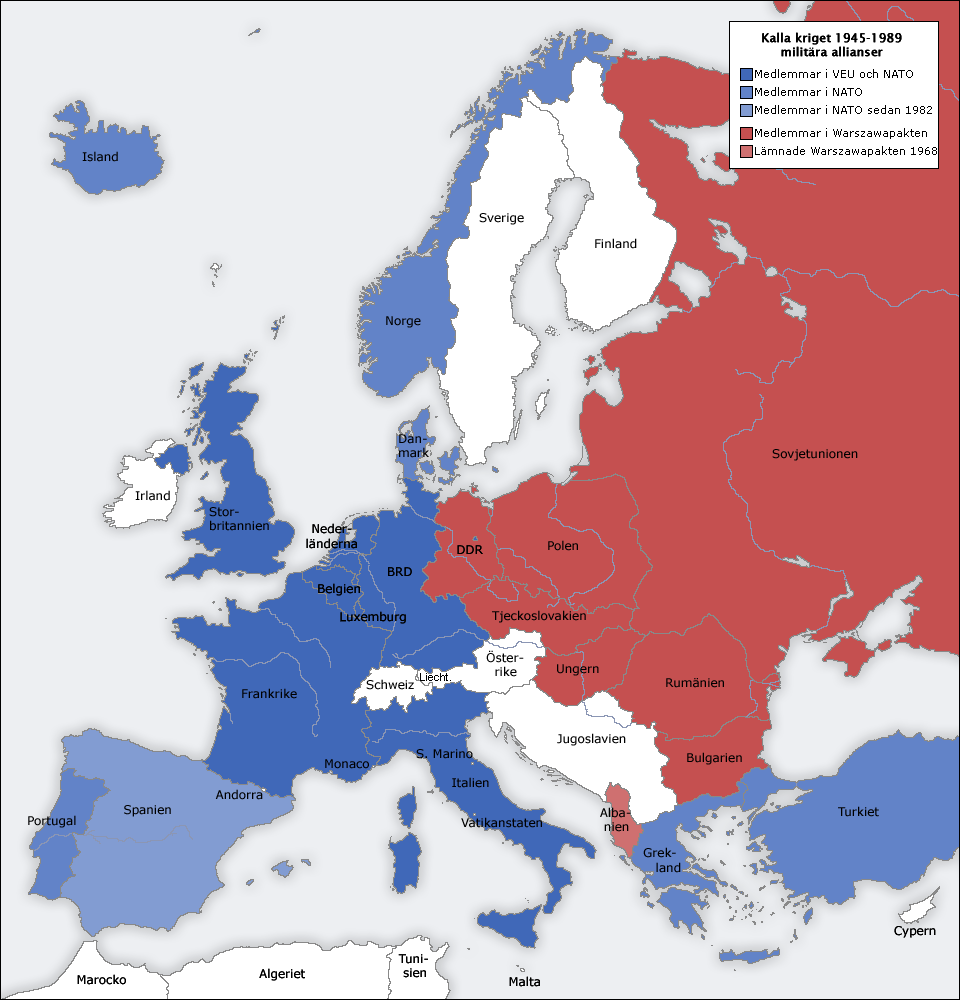
Europa under det kalla kriget, itudelat genom järnridån.

Resultat av FN-resolution 68/262 (mars 2014), som ställde Ryssland med allierade mot Ukraina/EU/USA med allierade. EU:s och Natos europeiska utvidgning på senare år har bidragit till att skärpa motsättningarna mellan Ryssland och "Väst".

Västmakterna eller västblocket är ett samlingsord för de mestadels västerländska länderna som under kalla kriget officiellt förespråkade representativ demokrati, vilka främst innefattade andra världskrigets segrarmakter förutom Sovjetunionen, inklusive dåtidens medlemsländer i Nato. USA, Storbritannien och Frankrike var de största aktörerna och är även de man, i allmänt tal, menar med Västmakterna.

## Beskrivning och historik

### Mellankrigstiden
Före andra världskriget användes begreppet västmakterna ibland som en beteckning för stormakterna Frankrike och Storbritannien/Brittiska imperiet, som ofta samarbetade i den internationella politiken gentemot framför allt Tyskland.

### Efterkrigstiden
USA, Storbritannien och Frankrike var under det kalla kriget de största aktörerna och är även de man, i allmänt tal, menar med Västmakterna. Ibland inkluderar man även medlemmar i andra allianser såsom VEU och SEATO. Motsatsen till västblocket utgjordes av östblocket. Det utgjordes av Warszawapakten och andra stater som var förbundna med Sovjetunionen.

### Modern tid
Begreppet har på 2010-talet fått viss förnyad aktualitet. Det har bland annat använts i samband med konflikter och ställningstaganden som rör Ryska federationens utrikespolitik.